# Osowiec (powiat moniecki)
Osowiec – wieś (dawniej miasto) w Polsce położona w województwie podlaskim, w powiecie monieckim, w gminie Goniądz.

## Historia
Osowiec uzyskał lokację miejską w 1724 roku, zdegradowany w 1801 roku. Prywatna wieś szlachecka położona była w drugiej połowie XVI wieku w powiecie wąsoskim ziemi wiskiej województwa mazowieckiego. W latach 1975–1998 należał administracyjnie do województwa łomżyńskiego.
W sierpniu 1944 żandarmeria niemiecka przeprowadziła pacyfikację wsi. Mieszkańców wysiedlono, a wieś zniszczono. W czasie akcji aresztowano 12 osób, które później zamordowano w więzieniu w Białymstoku.

## Położenie
Osowiec znajduje się około 11 kilometrów na południowy zachód od siedziby gminy Goniądz. Położona w dolinie na prawym brzegu rzeki Biebrza, na obrzeżach rezerwatu Czerwone Bagno, którego tereny należą do Biebrzańskiego Parku Narodowego. Nieopodal (ok. 6 km) znajduje się osada Osowiec-Twierdza, gdzie znajduje się obronna budowla wojskowa Twierdza Osowiec znana z długotrwałej obrony podczas I wojny światowej.

## Gospodarka
Teren typowo rolniczy: dominuje hodowla bydła domowego, a w szczególności krów mlecznych ze względu na dużą ilość użytków zielonych (łąk i pastwisk). Rolnicy świadczą usługi agroturystyczne turystom, obserwatorom i miłośnikom ptaków i przyrody.

## Kościoły i związki wyznaniowe
Kościół oraz parafia Wniebowstąpienia Pańskiego w Osowcu należą do dekanatu grajewskiego w rzymskokatolickiej diecezji łomżyńskiej.